# Cine de Uruguay

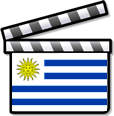
Imagen ilustrativa de una claqueta con la bandera de Uruguay.

El cine de Uruguay comenzó su camino a fines del siglo XIX con la llegada del cinematógrafo al Río de la Plata. Aunque en menor cantidad si se compara con otras cinematografías de la región, desde inicios del siglo XX se han realizado películas en el país de forma sostenida, dando lugar a una filmografía rica y diversa en cuanto a formatos, estilos y temáticas.
En particular, el primer cuarto del siglo XXI ha sido sumamente prolífico, con proyección de carácter internacional. Esto, sin perjuicio de que numerosas producciones extranjeras eligen Uruguay como locación, por sus ventajas paisajísticas y fiscales.

## Historia

### El período silente
Hasta el momento, la serie de registros fílmicos realizados en Uruguay más antiguos que se conservan son los realizados por el empresario de origen catalán Félix Oliver, que también tenía un salón donde proyectaba diversos films además de los suyos. Aquellos materiales de Oliver, como muchos de la historia temprana del cine, constaban de breves registros de la vida social, ya sean acontecimientos importantes o simples actividades cotidianas. Muchos están perdidos, como Un Viaje en Ferrocarril a Minas (1900), Desfile Militar de la Parva Domus (1902) y José Batlle y Ordóñez, Presidente, descendiendo de un coche frente a la puerta del Cabildo en la iniciación del período legislativo (1904 o 1905), mientras que otros se conservan completa o parcialmente, como 25 de Mayo esquina Cerro (1900), Carrera de bicicletas en el velódromo de Arroyo Seco (1898) (considerada la primera obra cinematográfica filmada en territorio uruguayo) y Zoológico de Villa Dolores, Señor Rossell y Rius, amigos y demás público. El primitivo automóvil y Elegantes paseando en Landau (1902).
A esta le siguieron varios otros registros filmados en su mayoría por inmigrantes europeos residentes en Uruguay o enviados por empresas cinematográficas que hacían registros de actualidades la casa Lepage (a través de un enviado, M. Corbicier) y la casa Glucksmann, que sí tenía un local en Montevideo. La mayoría de estos noticiarios, existieron entre 1908 y 1931, están perdidos. 
En 1915 la Comisión de Señoras del Comité Pro-Escuelas y Patronatos de la Liga de Damas Católicas del Uruguay planea lo que hubiera sido el primer largometraje del país, una ficción sobre Artigas involucrando diversos intelectuales (entre ellos, Juan Zorrilla de San Martín y Raúl Montero Bustamante). La película hubiera sido dirigida por Matilde Regalía de Roosen, pero finalmente la producción se tranca y se abandona el proyecto. Recién en los años 1920, al mismo tiempo que se está consolidando el monopolio del cine norteamericano en el mundo, es cuando se puede pensar en una incipiente formación de un “campo cinematográfico” en Uruguay. También en esa década el Estado formaliza el uso del cine para la promoción del país;  se crea el Centro Cinematográfico; aparecen las primeras salas barriales y el cine empieza a ser incluido por el discurso letrado en sus empresas literarias y periodísticas. Se considera que el primer crítico cinematográfico que tuvo Uruguay fue su afamado escritor Horacio Quiroga; en su labor se nota la asociación de Hollywood con «la falta de creación y libertad artística» y la cinefilia como resistencia.
En junio de 1920 se estrenó en el Teatro Solís de Montevideo el que es considerado el primer film de ficción uruguayo, Pervanche, realizado por León Ibáñez Saavedra, basado libremente en las novelas francesas Mademoiselle de la Seiglière (1848) de Jules Sandeau y Pervenche (1904) de Gyp. El filme, que está extraviado, fue producido por  la Empresa Cinematográfica Nacional Oliver y Cía. a partir de una iniciativa de la asociación benéfica femenina Entre Nous. Su estreno era anunciado en la revista Cinema como «un acontecimiento artístico y social de relevancia.»
A fines de 1924 se estrenaron dos largometrajes de ficción, uno de los cuales se conserva –Almas de la costa– mientras que el otro, Una niña parisiense en Montevideo, permanece extraviado. Una niña parisiense se estrenó como Pervanche en el Teatro Solís, protagonizada por actores del medio, y apoyada por una importante campaña publicitaria. La representación de la modernidad y el progreso se impone y atraviesa la trama, mostrando lugares icónicos de la ciudad moderna. Se ha señalado que la combinación de escenas ficcionales y documentales es un procedimiento bastante común en la época, destinado a proporcionar mayor verosimilitud a las narraciones.
Almas de la costa, film que fue restaurado y re-montado recientemente, fue dirigido por el estudiante de medicina Juan A. Borges y estrenada en el Cine Teatro Ariel de Montevideo. Almas de la costa está ambientada principalmente en Los Lobos, un pueblo pobre de pescadores de la costa uruguaya, donde tiene lugar una trama que gira en torno a la historia sentimental entre un náufrago de origen patricio y una joven lugareña huérfana. Respecto a otras películas de este período, Almas de la costa se diferencia en los espacios y sujetos sociales que intenta retratar: sus protagonistas son, según un diario de la época, los «anónimos héroes que a brazo partido viven la vida del mar con todos sus peligros y aventuras; ‘lobos del mar’ tratados a golpes de hacha y que insensiblemente han ido modelando su personalidad, construyendo un grupo típico de ‘gauchos marinos’ que sin perder la levadura de sus antepasados, han sido trasplantados del campo al mar».
Del pingo al volante, de Robert Kouri, se estrenó en agosto de 1929 en el Cine Rex de Montevideo. Como Pervanche, fue producido por una sociedad femenina de beneficencia, la Bonne-Garde. El argumento estaba basado en una obra literaria: una viuda en bancarrota para mantener su estatus decide –a instancias de su escribano- desposar a la hija con un primo, un rico estanciero que vive en el campo. Para ello, y sin que la joven lo sepa, invitan al estanciero con su familia a Montevideo para que se conozcan y estrechen vínculos. Ese pretexto, sostiene Georgina Torello, «pone en marcha una serie de mecanismos visuales que coquetean con y ponderan (resolviéndola sólo en parte) la dicotomía campo/ciudad. Siguiendo los dictámenes de los melodramas de la época, el conflicto se plasma en un triángulo amoroso del que participan la muchacha, el hacendado laborioso y un dandy cosmopolita».  Se conserva una copia de este film con sus intertítulos originales, y recientemente fue digitalizado y reestrenado.
A la par de estas ficciones, son importantes una serie de documentales de esta década. Juntos producían ese “canto sin fisuras al país moderno”. Entre ellos, numerosos films sobre héroes o fechas patrias, como Inauguración del Monumento a Artigas (Henry Maurice, 1923) y Centenario (Isidoro Damonte, 1930). Como señala Georgina Torello, al igual que gran parte de la producción simbólica de las primeras décadas del siglo XX en Uruguay, el cine asumió su rol de vocero de la nación, promotor de un país pujante y excepcional, generando para ello “imágenes que reflejaban (…) el bienestar que el proyecto batllista había forjado para su población y quería comunicar al mundo”.
En total, más de un centenar de documentales se filmaron durante esta etapa, la mayoría de ellos extraviados. Uno de los largometrajes documentales destacables es Cielo, agua y lobos (Justino Zavala Muñiz, 1931), producido por la División Fotocinematografía del Ministerio de Instrucción Pública.
Cerrando el período silente se encuentra El pequeño héroe del Arroyo del Oro, de 1932, dirigida por Carlos Alonso. El filme está basado en una crónica periodística sobre la tragedia ocurrida pocos años antes en una localidad rural, donde un hombre asesinó a su hija e hirió a su nieto, el cual rescató a su hermana pequeña y caminó varios kilómetros hasta el poblado más cercano, para luego morir. Alonso intenta mediante distintos recursos comunicar un relato crudo y “realista” y en cierta forma lo consigue: muestra unos espacios y personajes marginales hasta entonces inéditos en la cinematografía previa. El pequeño héroe del Arroyo del Oro tuvo un muy buen desempeño comercial, y Alonso reestrenó una versión con sonido poco después.

### El cine sonoro
Con el país ya bajo la dictadura de Gabriel Terra, llegó el sonido al cine uruguayo. Si se deja de lado la reedición sonorizada de El pequeño héroe del Arroyo de Oro en 1933, la primera película sonora uruguaya fue estrenada en 1936: el largometraje de ficción Dos destinos, dirigida por Juan Etchebehere. Única película de su director, fue según la crónica un fracaso de público, siendo calificada, por su argumento y locaciones, como “un claro ejemplo de oportunismo para deslizar un elogio de la Autoridad (…) y obtener su apoyo”.  ¿Vocación? (1938) fue el primer largometraje dirigido por una mujer en Uruguay, la cantante lírica de origen italiano Rina Massardi, autora del guion y también actriz principal del film. En 1939 Massardi presentó la que sería su única película en la VII Muestra cinematográfica de Venecia y muchos años después, en 1977, la vendió al Estado uruguayo.  Los prejuicios acerca del rol de las mujeres en la cinematografía (y en la cultura en general) habían negado la autoría de ¿Vocación? a Massardi,  siendo reivindicada muy recientemente.  En estos años también se estrenan las comedias populares Soltero soy feliz (Juan Carlos Patrón, 1938) y Radio Candelario (de Rafael Abellá, 1939), comedia que obtuvo éxito de público, apoyándose en figuras y personajes de la radio e incorporando números musicales.
En la década de 1940 se inicia una serie de coproducciones con Argentina que iría hasta mediados de los años 1950, que implicó la filmación de películas en los dos países, con equipos técnicos y artísticos binacionales y destinadas a ambos públicos. Entre ellas se destacan Los tres mosqueteros (Julio Saraceni, 1946), Así te deseo (Belisario García Villar, 1947) y El ladrón de sueños (Kurt Land, 1948). En la misma estela “industrial”, pero sin coproducción se estrenan Esta tierra es mía (Joaquín Martínez Arboleya, 1949), Detective a contramano (Adolfo Fabregat, 1949) y el documental Uruguayos campeones (1950), también de Fabregat. En 1950 se estrenó "Amor fuera de hora", con música y actuación de Pintín Castellanos. 
A fines de la década de 1950 se presenta una película mítica de la historia del cine uruguayo: Un vintén pa’l Judas, de Ugo Ulive, cuyo estatus se acrecienta también al estar perdida. Ante su estreno, la crítica cinematográfica volvía a confiar en la existencia de un cine “nacional”: “en todo esto se asoma siempre algo muy nuestro, cuidadosamente observado, sinceramente expresado y melancólicamente visto”, decía José Carlos Álvarez,  mientras que Manuel Martínez Carril afirmaba: “En Un vintén p´al Judas Ulive reitera su preferencia por una temática popular y nuestra y por aproximarse al hombre de la calle, a sus problemas, a su lucha por la subsistencia en un medio hostil e indiferente”.
De este período debe destacarse también la existencia del Festival de Cine Documental y Experimental del Servicio Oficial de Difusión Radio Eléctrica del Uruguay (SODRE), que se extendió por ocho ediciones, desde 1954 hasta la última en 1971. El festival fue la actividad más significativa del Departamento de Cine Arte del SODRE, fundado en 1943 por el crítico de cine Danilo Trelles como una institución similar a un cineclub o las cinematecas europeas contemporáneas. La importancia del Festival radica no sólo en la gran cantidad y diversidad de películas que acogió en sus distintas ediciones (cientos de filmes de casi todos los continentes), sino en que desde la premisa de cine “documental y experimental” se propuso recibir todo el cine que quedaba por fuera del largometraje de ficción que se exhibía en el circuito comercial. En este sentido, fue central para la exhibición de materiales cinematográficos uruguayos. Algunas ediciones son recuperadas por la historiografía como hitos. La de 1958 es destacada por la presencia del realizador John Grierson y por ser sede del Primer Encuentro de Cineístas Independientes, que suele ser visto como un antecedente de la articulación que los realizadores latinoamericanos concretarán en la década siguiente en el marco del Nuevo Cine Latinoamericano.  La siguiente, en 1960, si bien albergó un notorio conjunto de películas (entre ellas Pointe Courte, de Agnés Varda y Trono de Sangre de Akira Kurosawa), es recordada por la censura del mediometraje uruguayo Como el Uruguay no hay, de Hugo Ulive. Aunque la comisión directiva del festival decidió excluir la película argumentando que violentaba las bases del concurso, para muchos se trató de motivos políticos, ya que Como el Uruguay no hay intentaba desmitificar, con un tono muy ácido, la idea de Uruguay como «la Suiza de América».

### Los años sesenta
Durante los “largos sesenta”,  que en términos históricos incluyen a los primeros años de la década de 1970, el campo cinematográfico uruguayo sufrió varias transformaciones, al calor de la dinámica política y cultural del país y de la región. La década comenzó con un país sumido en una crisis económica y política iniciada en el decenio anterior y con un aumento del descontento social que desembocaría en la radicalización de amplios sectores, especialmente jóvenes y trabajadores. Se trataba del fin del “Uruguay liberal” o del “Uruguay batllista” al que se refiere la historiografía, proceso que desembocaría en la dictadura militar iniciada en 1973. En ese contexto, convivieron distintos acercamientos a la realidad uruguaya.
Un importante centro de realización y de formación de profesionales fue Instituto de Cinematografía de la Universidad de la República. Fundado en el año 1950 por iniciativa del entonces catedrático de Biología General y Experimental Rodolfo Tálice con la finalidad de producir cine científico y documental. Con producción de esta institución, en 1967 Hugo Ulive y Mario Handler presentaron Elecciones, un mediometraje sobre los comicios nacionales de 1966, en el cual los realizadores siguen la campaña de dos candidatos de nivel local de los partidos tradicionales uruguayos, mostrando una campaña que tiene todos los componentes clientelares, paternalistas y personalistas que caracterizaban las estrategias electorales de los partidos políticos tradicionales latinoamericanos.
Por otra parte, tanto Como el Uruguay no hay como los films de Handler en el ICUR fueron los antecedentes de una serie de obras y emprendimientos cinematográficos “militantes” hacia fines de la década, que se articuló con otras expresiones politizadas del cine de América Latina convergiendo el Nuevo Cine Latinoamericano. Mario Handler testimonia este proceso en una entrevista de 1969, donde relata que su intención inicial con el material de Me gustan los estudiantes era la de presentar el corto en forma de noticiario. En el proceso decidió que en vez de realizar una película “demostrativa y analítica”, como las anteriores suyas, debía incorporarse a “un cine de agresión, es decir, un cine que es directamente panfletario”, tomando partido por una lucha popular como la de los estudiantes. “Hoy la situación en Uruguay”, sostenía Handler, “requiere objetivamente una lucha política (…) Yo no sería tal vez un buen político ni un buen guerrillero, pero uno puede poner su vocación o capacidad cinematográfica y artística en función de una actividad política”.
La creación en 1969 de la Cinemateca del Tercer Mundo (c3m) significó un alineamiento de una parte del campo cinematográfico con las propuestas de la izquierda revolucionaria. La conformación de la c3m se comprende en un contexto de diversas experiencias similares previas. Según Cecilia Lacruz, “frente a acontecimientos críticos de la coyuntura, aficionados, amateurs, cineastas, estudiantes, respondieron filmando y reorganizando la narración de temas comunes, como los mártires estudiantiles y la violencia de los enfrentamientos callejeros”.  Esa efervescencia cinematográfica comprendía al Grupo de Experimental de Cine (GEC), de la Facultad de Arquitectura,  el Taller de Fotografía y Cinematografía de la Escuela Nacional de Bellas Artes de la Universidad de la República, el semanario Marcha, con su Departamento de Cine (1968) y su Cine Club (1969). 

### El audiovisual durante la dictadura
Una vez instalada la dictadura militar en 1973, instituciones como la C3M o el ICUR cerradas, y muchos de los cineastas vinculados al cine político de la etapa anterior marcharon al exilio.  No obstante se siguió produciendo películas en diversos formatos, pero que según la investigadora Beatriz Tadeo Fuica, pueden dividirse principalmente en dos conjuntos. 
Por un lado se encuentran los films realizados en forma independiente -en algún caso además en franca disidencia con la cultura oficial-  compuesta sobre todo por un gran número de cortos y mediometrajes en Súper 8mm. Entre esos grupos se pueden mencionar a CINECO, Grupo Hacedor, Taller de Cinematografía de la Escuela Nacional de Bellas Artes, Equipo 9 y Coordinadora Uruguaya de Cine y Video.   En el caso de la cooperativa de realizadores CINECO, Tadeo Fuica señala que en algunos de sus trabajos, por ejemplo el cortometraje animado El honguito feliz (1976), se subvierte la función social de las animaciones para niños, vehiculizando referencias al contexto dictatorial a través de un relato infantil que podía evadir a la censura.  Del Grupo Hacedor debe destacarse el documental 1.º de mayo de 1983, que registra el primer acto por el 1.º de mayo que se realizaba desde 1973.
El otro grupo de películas que se hicieron durante los años de dictadura militar es el que comprende los films encargados o financiados por el Estado, principalmente por la Dirección Nacional de Relaciones Públicas (DINARP), creada por el gobierno militar. Este organismo produjo fundamentalmente documentales y  noticieros (Panorama y Uruguay hoy), y hasta donde se sabe, una sola película argumental, Gurí, de Eduardo Darino (1982).  Este director, además, realizó un documental para promover el país como destino turístico, El lápiz mágico (1982), coproducido entre la DINARP y la Secretaría de Turismo.
Fuera de los dos conjuntos anteriores, deben mencionarse los largometrajes de ficción El lugar del humo (1979), de la directora argentina Eva Landeck, Sábado disco (J. Eduardo Rivero, 1981) y Mataron a Venancio Flores, de Juan Carlos Rodríguez Castro (1983), producida por la Cinemateca Uruguaya, institución de gran importancia durante esos años, ya que se constituyó, según algunas investigaciones, en un espacio de resistencia a la dictadura.  Aunque está ambientada en 1868, un escenario de gran violencia en el que son asesinados los líderes de los partidos políticos blanco y colorado, se ha sugerido que Mataron a Venancio Flores utiliza la reconstrucción histórica de los hechos del siglo XIX como alegoría del golpe de Estado de 1973. En 1988 se lanzó directamente para video Acto de violencia en una joven periodista, realizada por Manuel Lamas, un trabajo que décadas más tarde iba a ganar mayor difusión a través de internet, hasta volverse una película de culto y ser considerada por algunos como la «peor película del cine uruguayo».

### La etapa post dictadura
La etapa siguiente a la vuelta democrática de 1985 se caracterizó por la exploración de diferentes estrategias dentro del cine nacional. La aparición y popularidad en el país del VHS y otros formatos de registro impulsaron varias producciones locales de bajo presupuesto. De esa manera, el cine hecho con video, especialmente el documental, cobró gran relevancia. En esos años se estrenaron varios documentales y ficciones sobre asuntos de interés social: Mamá era punk (Guillermo Casanova, 1988), Noche (Enrique Aguerre, 1988), Sala de espera (Luciano Álvarez y Esteban Schroeder, 1988), Entretelares (Eduardo Casanova, 1988), La superficie (Pablo Dotta, 1988), Yo era de un lugar que en realidad no existía (Kristina Konrad, 1989) o Vida rápida (Grupo Hacedor, 1992). De todas ellas, la que tuvo más difusión en la época fue La historia casi verdadera de Pepita la Pistolera, estrenada en 1993 y dirigida por Beatriz Flores Silva.El cierre de esta etapa y el comienzo de la siguiente se daría con El dirigible de Pablo Dotta en 1994, la película uruguaya de mayor presupuesto en su época y de gran exploración cinematográfica.
La expectativa generada tanto por La historia casi verdadera de Pepita la Pistolera como por El dirigible, impulsaron un apoyo al cine uruguayo que favoreció la creación del Instituto Nacional del Audiovisual y posteriormente del Fondo Nacional del Audiovisual. En ese contexto, la producción de películas nacionales creció notablemente: sólo durante la década de 1990 se estrenaron más de veinte largometrajes de ficción y más de treinta documentales. Ese proceso lento y paulatino favoreció lo que Álvaro Lema Mosca denomina "la estructuración de la industria", que catalizaría a partir de los años 2000, y que coincide con la creación de las primeras escuelas y carreras de estudios audiovisuales. Aparecen por esos años la Escuela de Cine del Uruguay, dependiente de la Cinemateca Uruguaya, y los grados de Comunicación Audiovisual de la Universidad de la República, la Universidad Católica del Uruguay y la Universidad ORT, entre otros.

## Elboomdel cine nacional
El siglo XXI comienza con películas importantes. La producción 25 Watts (2001), de Pablo Stoll y Juan Pablo Rebella, recibe diez premios, incluyendo Mejor Película en el Festival Internacional de Cine de Róterdam y Mejor Ópera Prima en el Festival de La Habana. Con una marcada influencia del cine francés, la película sirvió para tratar la vida de los jóvenes uruguayos y catapultó a la fama a su protagonista, Daniel Hendler. 
Ese mismo año Beatriz Flores Silva lanza En la puta vida, película de gran éxito comercial tanto en el país como en el exterior, que posiciona a su directora como una de las más interesantes del campo cinematográfico nacional. Dos años después, Guillermo Casanova dirige El viaje hacia el mar, basado en un cuento de Juan José Morosoli y con gran elenco, que incluye a Hugo Arana, César Troncoso, Diego Delgrossi, Julio César Castro y Julio Calcagno. Por su parte, Mario Handler filma y dirige Aparte, película documental sobre la crisis del país y sus resonancias en ciertos sectores de la población. La película alcanza gran difusión y es reconocida como uno de los mejores trabajos de Handler. En 2004 se estrena Whisky, de la dupla Pablo Stoll y Juan Pablo Rebella, protagonizada por Andrés Pazos, Mirella Pascual y Jorge Bolani. Aclamada por la crítica y considerada por algunos «la mejor película latinoamericana», se convirtió enseguida en una película de culto.
En 2005 fue el año del primer premio Óscar uruguayo, cuando Jorge Drexler recibe la estatuilla por la canción «Al otro lado del río» (la primera en lengua no inglesa en obtener este premio), que integra la banda sonora de la película Diarios de motocicleta, sobre el revolucionario Ernesto Che Guevara. En 2007, se estrena El baño del Papa, dirigida por César Charlone y Enrique Fernández, protagonizada por César Troncoso y Virginia Méndez. Basada en un libro de cuentos y en la visita real del papa Juan Pablo II al Uruguay, relata la historia de unos marginados del norte, a quienes los planes de ascensión social le fallan continuamente. La película obtuvo varios galardones y fue reconocida ampliamente por la crítica internacional. Ese mismo año se estrena Matar a todos, de Esteban Schroeder, con Roxana Blanco y Jorge Bolani, thriller policial basado en hechos reales. Beatriz Flores Silva dirige Polvo nuestro que estás en los cielos, con Héctor Guido y gran presupuesto, pero con malas críticas y poca taquilla.
Desde 2001, el Uruguay asiste a lo que Rosario Radakovich llama «el boom del cine nacional» y Álvaro Lema Mosca reconoce como «el último nacimiento» de la industria, en una historia marcada por los altibajos. Esta última etapa se distingue por el aumento del número de producciones, mejores condiciones de realización, mayor reconocimiento internacional y un marcado ascenso del público nacional. Desde 2008 se estrenarán películas con buenas recaudaciones y reconocimiento, tanto dentro como fuera del país: Acné, de Federico Veiroj; Gigante, de Adrián Biniez; El cuarto de Leo, primera película de temática gay, dirigida por Enrique Buchichio; Mal día para pescar, largometraje de Álvaro Brechner, basada en un cuento de Juan Carlos Onetti y protagonizada por Gary Piquer; Miss Tacuarembó, dirigida por Martín Sastre, con Natalia Oreiro, Diego Reinhold, Mirella Pascual y gran elenco, basada en la novela homónima de Dani Umpi; Norberto apenas tarde, dirigida por Daniel Hendler; La casa muda, primera película de terror, con un remake estadounidense, dirigida por Gustavo Hernández, y Reus, una de las películas más taquilleras en la historia del cine uruguayo.
En 2011, César Charlone dirige para Televisión Española Artigas: La Redota, protagonizada por Jorge Esmoris, con Rodolfo Sánchez, Yamandú Rodríguez y Roxana Blanco, entre otros, y basada en la figura del prócer nacional. Vendrán luego Flacas vacas, de Santiago Svirsky; la película animada Selkirk, el verdadero Robinson Crusoe, de Walter Tournier; La culpa del cordero, de Gabriel Drak; La demora, dirigida por Rodrigo Plá e inspirada en un cuento de Laura Santullo; 3, de Pablo Stoll, con Humberto de Vargas; Una bala para el Che, de Gabriela Guillermo; Anina, largometraje animado de Alfredo Soderguit; Tanta agua, de Ana Guevara y Leticia Jorge; Rincón de Darwin, con Jorge Esmoris; El ingeniero, de Diego Arsuaga, con una aclamada actuación de Jorge Denevi y gran elenco; El lugar del hijo, con Felipe Dieste y Alejandro Urdapilleta; Mr. Kaplan, segundo largometraje de Álvaro Brechner; la comedia Relocos y repasados, de Manuel Facal y Porno para principiantes, de Carlos Ameglio; el thriller policial Zanahoria, y la comedia dramática Clever, escrita y dirigida por Federico Borgia y Guillermo Madeiro; La casa muda, dirigida por Gustavo Hernández, La noche de 12 años (Álvaro Brechner, 2018), el documental El Pepe, una vida suprema, de Emir Kusturica, 2018 y Los tiburones, de Lucía Garibaldi, entre otras.
En la década del 2020, la industria siguió creciendo. Pese a la pandemia de Covid-19, en 2020 Montevideo se convirtió en un espacio de producción para películas y series locales y extranjeras. Se realizaron treinta y seis rodajes (entre películas y series) y se produjeron unos ciento cincuenta anuncios publicitarios, en su mayoría para el mercado extranjero. En los últimos años, varias películas uruguayas han gozado de éxito y reconocimiento: Nasha Natasha (Martín Sastre, 2020), 9 (Martín Barrenechea y Nicolás Branca, 2021), La teoría de los vidrios rotos (Diego Fernández, 2021), Bosco (Alicia Cano, 2021), Mateína (Pablo Abdala, Joaquin Peñagaricano, 2021), El empleado y el patrón (Manolo Nieto, 2021), La sociedad de la nieve (J. A. Bayona, 2023), Jorge Batlle. Entre el cielo y el infierno (Federico Lemos, 2024) o El tema del verano (Pablo Stoll, 2024).

## Documental
El cine uruguayo tiene una larga tradición en documentales, con más de ochenta películas. Uno de sus mayores exponentes es el director Mario Handler, referente latinoamericano del cine de tipo documental desde los años sesenta. Algunas de sus películas, como Me gustan los estudiantes (1968), Aparte (2003) y Decile a Mario que no vuelva (2007) muestran realidades de su país o su historia reciente con crudeza y descarnada melancolía.
Otras películas que sobresalen son: Ácratas, de Virginia Martínez; Perejiles, de Federico González; Hit, de Claudia Abend y Adriana Loeff; El círculo, de José Pedro Charlo y Aldo Garay; La sociedad de la nieve, de Gonzalo Arijón; A pesar de Treblinka, de Gerardo Stawsky; Las flores de mi familia, de Juan Ignacio Fernández Hope; Chico ferry, de Federico Beltramelli; El Bella Vista, de Alicia Cano; La matinée, Cachila y Mundialito 80, de Sebastián Bednarik; Desde adentro, de Vasco Elola; Manyas, la película, de Andrés Benvenuto; Maracaná, la película, de Sebastián Bednarik y Andrés Varela, y Cometas sobre los muros, de Federico Pritsch.
Aunque en 1952 se produce una película de tipo documental, que se jacta de ser la primera en nuestro país en explica y narrar
la historia de los 33 orientales, titulada "El desembarco de los 33 Orientales". Dirigida por Miguel Ángel Melino, Guion por Miguel Ángel Melino, Raúl Merlo, Fotografía por Daniel Sposito Pereyra. Puede ser considerada una de las primeras películas independientes en Uruguay, dado que fue hecha con bajo presupuesto y colaboración de gente de la zona de Aguas Corrientes, Canelones.

## Los archivos audiovisuales
La conformación de los principales archivos cinematográficos en Uruguay, que se preservan actualmente, data de la década de 1950. Se trata de iniciativas que han provenido tanto del ámbito asociativo, como estatal y universitario y su universo engloba los distintos espacios de acopio de películas que han existido hasta el momento. Los estudios sobre cine en Uruguay cuentan con estos  archivos como fuente de investigación. Se señalan sus características a continuación.

#### Cinemateca Uruguaya
El archivo y centro de documentación de Cinemateca Uruguaya es una dependencia que custodia un archivo de más de 20.000 películas y está compuesto por films de origen nacional e internacional. Su conformación se origina con la creación de la propia organización en 1952. Se buscó desde un inicio acopiar películas que circulaban en el ámbito cinéfilo de los diversos cine clubes existentes en el momento, principalmente de carácter internacional y que no tenían difusión en el circuito comercial. Para ello, esta organización se afilió a la Federación Internacional de Archivo Fílmicos, buscando de este modo ingresar en un circuito de intercambio de films para su exhibición en las redes de aficionados.
Si bien se trató inicialmente de un archivo principalmente internacional, en la década de 1980 esta organización contó con apoyos nacionales e internacionales para la construcción de los principales depósitos de preservación, ubicados en Villa Don Bosco. En ese marco, y tras la recuperación democrática en 1985, numerosos títulos de producción nacional que no habían sido adecuadamente preservados por instituciones estatales fueron depositados allí para su conservación y exhibición. Por otra parte, la construcción de dichos depósitos permitió ubicar las principales colecciones privadas y públicas de películas realizadas en nitrato de celulosa -soporte altamente inflamable utilizado principalmente entre fines del siglo XIX y la década de 1940-. De este modo, las películas pertenecientes al SODRE y a la propia Cinemateca Uruguaya, hoy se custodian allí a los efectos de garantizar su conservación físico-química.

#### Archivo Nacional de la Imagen y la Palabra
Creado en 1985 reuniendo entonces los archivos cinematográficos conformados desde mediados de la década de 1940, a partir de las actividades la División de Foto-Cinematográfica y del Departamento Cine Arte del SODRE, cuyas actividades se centraron en la producción y exhibición cinematográfica. Cine Arte del SODRE también se afilió tempranamente a la Federación Internacional de Archivos Fílmicos, animando desde mediados de la década de 1950 el Festival Internacional de Cine Documental y Experimental del SODRE, que fuera un ámbito de difusión de películas nacionales e internacionales. Dispone de una colección de filmes nacionales e internacionales de aproximadamente 5.000 títulos.

#### Fondo Instituto de Cinematografía de la Universidad de la República (ICUR), Archivo General de la Udelar
Se conservan 600 películas que datan de la década de 1940 a fines de la década de 1970. Se conservan allí las películas producidas y acopiadas por dicho instituto, que versan principalmente sobre cine científico y documental. El ICUR se fundó en 1950 por iniciativa del entonces catedrático de Biología General y Experimental Rodolfo Tálice con la finalidad de producir cine científico y documentario en el ámbito de la Universidad a los efectos de apoyar las actividades de enseñanza e investigación. La década de 1950 constituirá una etapa de profesionalización del cine científico y la principal figura en esta materia será Plácido Añón. A lo largo de la década de 1960, dicha institución albergará también producciones de cine documental, que progresivamente buscarán reconfigurar las características del organismo. Pese al impulso en materia de producción de cine político y social, principalmente promovido por Mario Handler, la dirección de Rodolfo Tálice jerarquizó las actividades de filmación auxiliares de la ciencia experimental. En 1973, el Instituto es intervenido por el gobierno militar, creándose el Departamento de Medios Técnicos de Comunicación, cuyas actividades de producción estarán principalmente al servicio de las políticas audiovisuales dispuestas por la Dirección Nacional de Relaciones Públicas llevadas a cabo por la dictadura entre mediados de la década 1970 y 1985. El conjunto de este archivo fue transferido en 2007 al Archivo General de la Universidad de la República, con el objetivo de asegurar su salvaguarda y establecer un plan de digitalización para el acceso a los documentos audiovisuales.
En ese marco en 2010 se creó el Laboratorio de Preservación Audiovisual del Archivo General de Udelar. En 2016 esta dependencia recibió equipamientos tecnológicos, que fueron entregados por el Banco República a partir de un convenio que integran el Instituto del Cine y el Audiovisual del Uruguay, la Cinemateca Uruguaya, el Archivo Nacional de la Imagen y la Palabra y la Universidad Católica del Uruguay denominado Mesa Interinstitucional de Patrimonio Audiovisual (MIPA). A partir de los equipamientos, el LAPA desarrolló un sistema de digitalización en 2k y 4k, apoyando el establecimiento de planes de recuperación del patrimonio fílmico de la MIPA, que busca aunar esfuerzos para asegurar la conservación y el acceso a los archivos audiovisuales en el país.

## Filmoteca y otras instituciones
Uruguay cuenta con una diversidad de instituciones abocadas al cine. En 1943 se crearon el Departamento de Cine Arte del SODRE y el Cine Club del Uruguay, en 1949 el Cine Universitario, el Instituto Cinematográfico de la Universidad de la República en 1950 y la Cinemateca Uruguaya en 1952. Paralelamente se organizaron diversos festivales, como el de Punta del Este o el del SODRE que contó en su inauguración de 1958 con la prestigiosa visita de John Grierson. Durante la década del 50, en la que Uruguay era visto como "la Suiza de América", el porcentaje de convocatoria en cines era muy alto: entre 15 y 20 visitas al cine por persona por año. Hacia 1980, entre 75 y 77 mil uruguayos iban al cine al mes.
La Cinemateca Uruguaya creó en los años 60 la Escuela de Cine del Uruguay (ECU),  que fue clausurada durante la Dictadura Militar (1973-1985) y reabierta en 1995, con la dirección de Beatriz Flores Silva. Con su reapertura se convirtió en una institución referente de la cultura cinematográfica en el país, siendo la primera institución en Uruguay dedicada exclusivamente a la formación profesional en cine y video. La ECU se convirtió en una plataforma de formación para la nueva generación de cineastas que dieron origen al "Boom". 

## Locaciones
En la actualidad, Montevideo y varios puntos del interior son escenario de filmación favorito para múltiples locaciones ficticias. En particular se destaca el rodaje de Miami Vice (2006): la Ciudad Vieja de Montevideo sirvió para reproducir La Habana Vieja, y el balneario Atlántida, con su edificación art déco, le dio vida a zonas de Miami.
En 2012, la Intendencia de Montevideo publicó una guía de locaciones para uso de cineastas, publicistas y alumnos de escuelas de audiovisual.